# Menella rubescens
Menella rubescens är en korallart som beskrevs av Nutting 1910. Menella rubescens ingår i släktet Menella och familjen Plexauridae. Inga underarter finns listade i Catalogue of Life.